# Фадингер, Стефан
Стефан Фадингер (нем. Stefan Fadinger; около 1585, Санкт-Агата, Священная Римская империя — 5 июля 1626, у Линца) — вождь Крестьянской войны 1626 года в Верхней Австрии.

## Биография

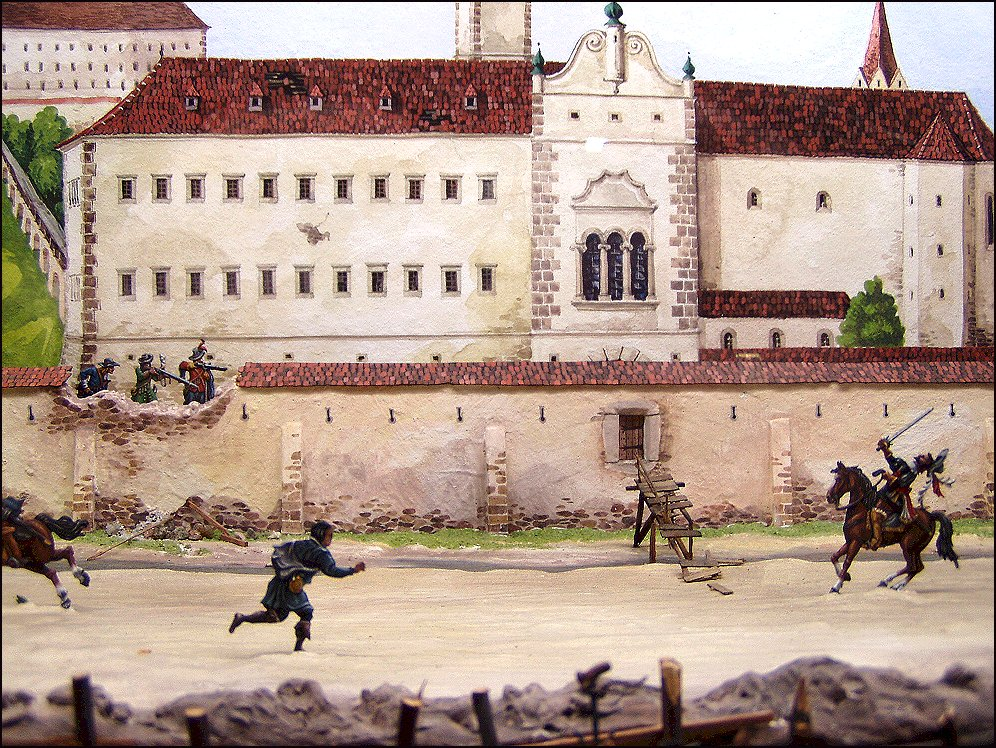
Реконструкция убийства Стефана Фадингера из музея его имени в Санкт-Агата

По профессии — деревенский ремесленник, шляпник. В молодости служил наёмным солдатом, приобрёл военный опыт, позже проявил себя талантливым военным организатором. В 1616 году унаследовал ферму своего отца. Как и большинство крестьянских лидеров, был неграмотным, однако благодаря ораторскому таланту, харизме и непоколебимой протестантской вере быстро завоевал большую популярность в народе.
Возмущённые контрреформацией и действиями баварского правительства в Верхней Австрии, особенно поведением баварского губернатора графа Адама фон Херберсдорфа, жестоко расправившегося с местными крестьянами и священниками, на праздник Пятидесятницы в 1626 году Стефан Фадингер со своим зятем Кристофом Целлером призвал крестьян и горожан присоединиться к восстанию. Их целью было освобождение Верхней Австрии от баварского правления и возвращения страны под власть Габсбургов.
Под предводительством Фадингера восставшие заняли почти всю Верхнюю Австрию, взяли штурмом города Эфердинг, Вельс, Кремсмюнстер, Штайр.
Во время осады главного города Верхней Австрии — Линца, Фадингер проводивший рекогносцировку городской стены, где накануне было обнаружено разрушение, был смертельно ранен стрелками, выследившими его по заданию осаждённого в городе наместника Верхней Австрии.
Останки Фадингера после окончания Крестьянской войны по приказу баварского губернатора фон Херберсдорфа были вырыты с местного кладбища, тело обезглавлено и закопано около г. Эфердинга в Нижней Австрии. Над могилой была возведена виселица «для вечного постыдного воспоминания». Кроме того, ферма Фадингера была сожжена, а его семья навечно изгнана из страны. Его жена с двумя сыновьями бежала в северную Германию.

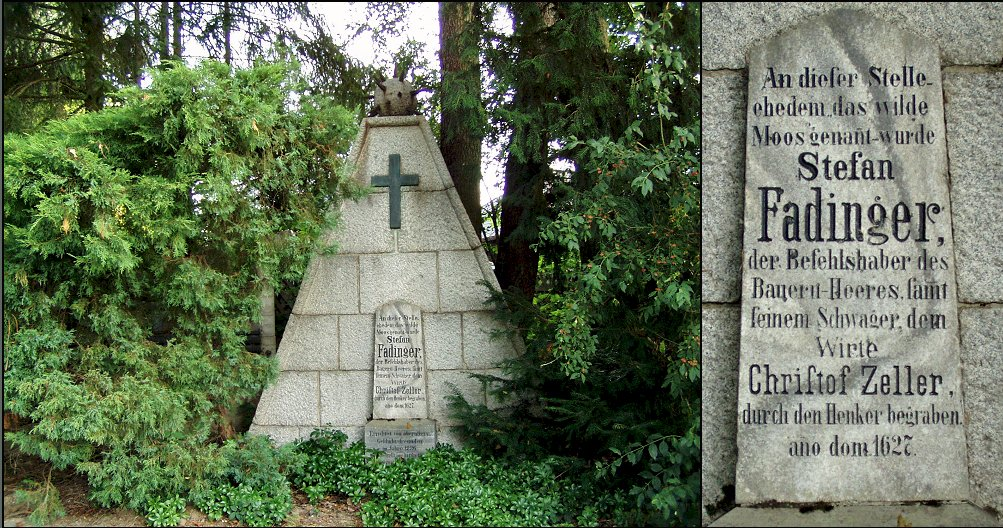
Гробница Стефана Фадингера

Стефан Фадингер является легендарной личностью Верхней Австрии. Австрийский народ сложил о нём песни и легенды. Его именем названы улицы многих город (Вайценкирхен, Линц, Вельс, Эфердинг, Зальцбург, Лакирхен, Атнанг-Пуххайм, Гмунден, Амштеттен), площади (Вена, Эбельсберг), гимназия в Линце, в Санкт-Агата создан его музей.